# 스중구 (지난시)

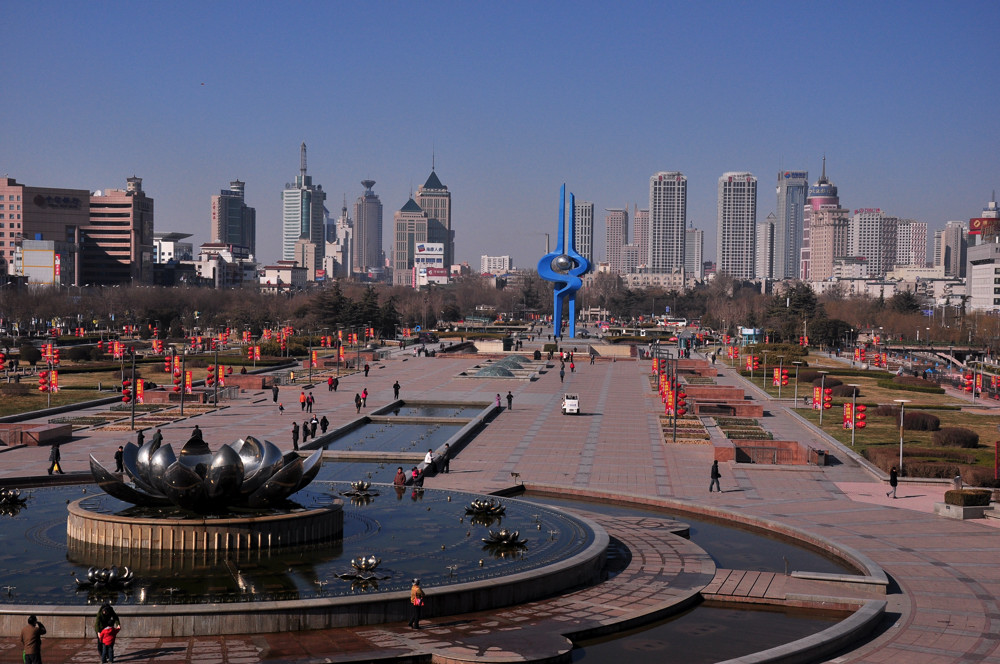

스중구(한국어: 시중구, 중국어: 市中区, 병음: Shìzhōng Qū)는 중화인민공화국 산둥성 지난시의 현급 행정구역이다. 넓이는 280km2이고, 인구는 2007년 기준으로 570,000명이다.

## 행정 구역
17개 가도를 관할한다.
- 가도: 大观园街道, 杆石桥街道, 四里村街道, 魏家庄街道, 二七街道, 七里山街道, 六里山街道, 舜玉路街道, 泺源街道, 王官庄街道, 舜耕街道, 白马山街道, 七贤街道, 十六里河街道, 兴隆街道, 党家街道, 陡沟街道.